# Léo Delibes

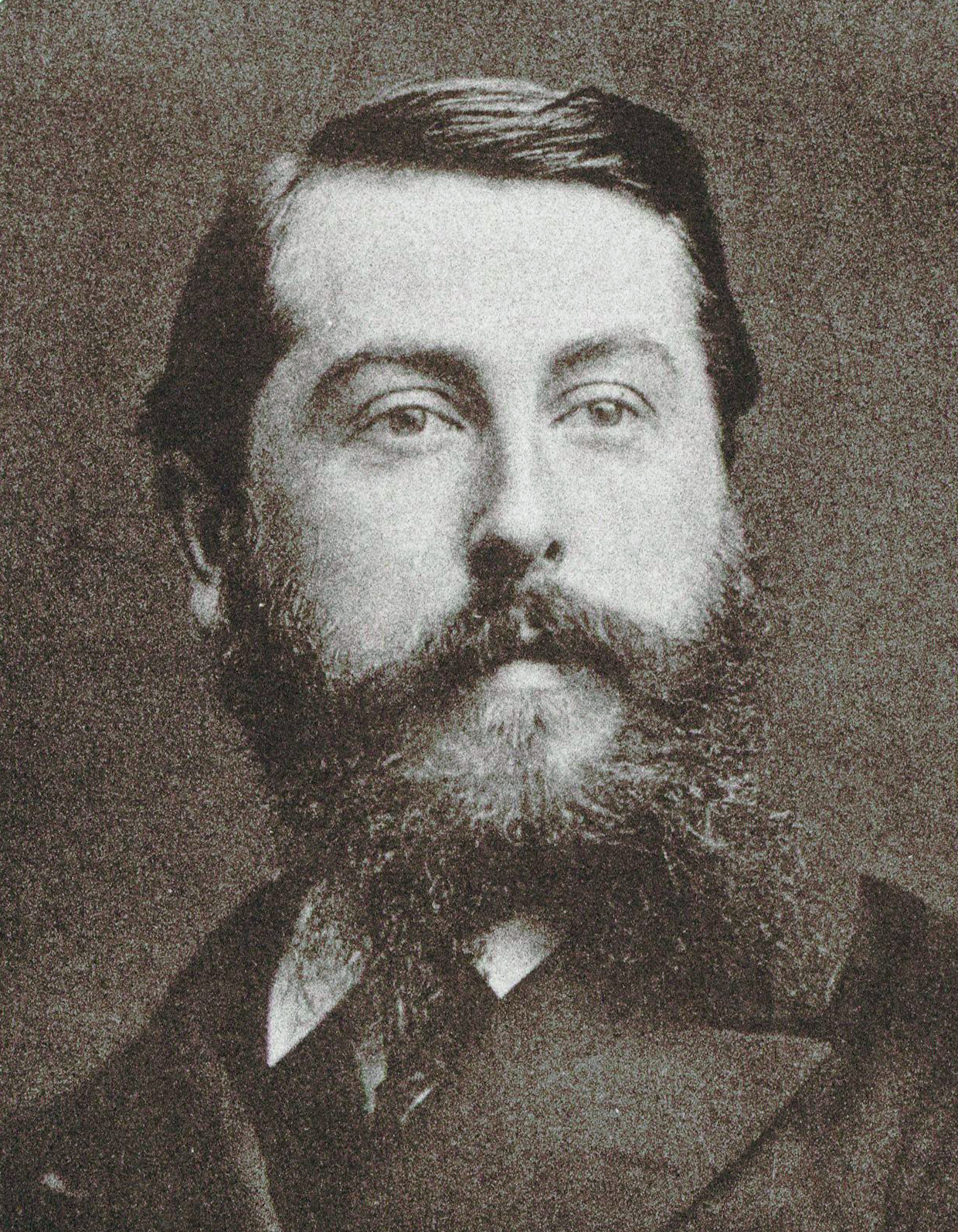
Léo Delibes, cca 1870

Léo Delibes (vlastním jménem Clément Philibert Léo Delibes, 21. února 1836 St. Germain du Val – 16. ledna 1891 Paříž) byl francouzský skladatel 19. století, osobnost hudebního romantismu.

## Život
Delibes se narodil v roce 1836 jako syn listonoše. K hudbě měl blízko již od dětství, jelikož i jeho matka milovala hudbu, neboť byla dcerou operního pěvce. Delibesův otec však brzy zemřel a matka ho vychovávala se strýcem. Ti mu poskytli základní hudební vzdělání a dbali na to, aby se ze syna stal dobrý hudebník. Svou hudební dráhu započal v roce 1847, kdy začal navštěvovat pařížskou konzervatoř, kde studoval u Adolpha Adama. Později začal brát i lekce zpěvu a brzy se z něj mohl stát skvělý operní zpěvák či varhaník. Postupně pod vlivem učitele Adama začal skládat operety, pročež se stal v roce 1864 vedoucím sboru v pařížské Opeře. Mezi lety 1865-1871 byl též v kostele Saint-Pierre-de-Chaillot varhaníkem. V roce 1871 se ve věku 35 let oženil s Léontine Estelle Denainovou.
Mezi jeho několik raných operet patří i Deux sous le charbon, kterou zkomponoval v roce 1856 pro divadlo Folies-Nouvelles. Ve spolupráci s Léonem Minkem zkomponoval balet La Source (1866), dále balet Coppélia (1870), po níž následoval balet Sylvia (1876). Tyto balety setrvaly na baletních repertoárech dodnes.
Delibes byl tedy v divadelních kruzích plně etablován a začal vynikat i několika svými operami. Mezi ně patří Le Roi l'a dit z roku 1873, vážnější Jean de Nivelle (1880) a konečně opera, s kterou velmi prorazil, jeho milovaná Lakmé z roku 1883 v populárním orientálním žánru té doby. Zde se tradice Gounodova a Bizetova projevuje ze své lepší stránky, plná barvy a melodie. Přibližně v této době začaly jeho opery působit na Delibesova oblíbence Čajkovského, který se s Delibesem setkal a složil mu poklonu. 
Později začal rovněž skládat úspěšnou a okouzlující scénickou hudbu k Hugově Le Roi s'amuse a několik příjemně rytmických písní, včetně známé „Les Filles de Cadiz“, ale také kantátu na téma Alžírska Le Jardin Animé. Zkomponoval také několik děl pro divadlo a několik skvělých operet. Jeho život zásadně ovlivnilo i jeho jmenování profesorem na konzervatoři v roce 1881, které vedlo jeho poněkud lehkomyslnou, ostýchavou povahu k tomu, že upadl do nečinnosti (napsal pouze jednu nedokončenou operu Kassya) a to až do své smrti v roce 1891. Je pohřben v Paříži na Cimetière de Montmartre.
Delibesova hudba ovlivnila mnoho skladatelů z celého světa, mezi něž patří Čajkovský, kterého zásadně zaujal balet Sylvia, ale také Saint-Saëns nebo Claude Debussy.

## Hlavní dílo
- Balety

La Source (1866)
Coppélia (1870)
Sylvia (1876)
- Opery

Le bœuf Apis (1865)
La cour du roi Pétaud (1869)
Le roi l’a dit (1873)
Jean de Nivelle (1880)
Lakmé (1883)
Kassya (1893)
- Operety

Deux sous de charbon (1856)
L'omelette à la Follembuche (1859)
- Mélodie

Les filles de Cadix
Églogue
Bonjour, Suzon!